# Acqua Fontenoce
Acqua Fontenoce è una marca italiana di acqua oligominerale, conosciuta per la sua purezza e il basso contenuto di sodio. La sorgente si trova a 1238 m s.l.m., presso il Parco Nazionale della Sila, in Calabria.

## Sorgente e Caratteristiche dell’acqua
La sorgente dell'acqua si trova nella Sila Piccola, un'area nota per la biodiversità e lontana da fonti di inquinamento. L'acqua è leggera, con un basso residuo fisso (103,4 mg/l) e sodio (0,007 gr/l), e una moderata quantità di calcio e magnesio. 
L’acqua ha un pH di 7,69 ed è microbiologicamente pura, non contiene nitriti né arsenico e presenta livelli molto bassi di nitrati (1,7 mg/l), risultando pertanto idonea per l'uso infantile secondo le raccomandazioni del Ministero della Salute.
Può essere classificata come acqua oligominerale, indicata per le diete iposodiche. Il basso residuo fisso contribuisce a un sapore leggero, rinfrescante e delicato, che non altera il gusto degli alimenti con cui viene consumata.

## Benefici per la salute
Bere 2 litri al giorno  aiuta a espellere i liquidi in eccesso e le tossine, depurando l'organismo. L'acqua Fontenoce è caratterizzata da un ridotto residuo fisso e un basso contenuto di sodio. Questi tratti ne fanno una scelta indicata per favorire la diuresi e la digestione, contribuendo così alla riduzione dei liquidi in eccesso e alla prevenzione della ritenzione idrica. La sua composizione la rende adatta anche a individui con problemi renali.

## Produzione e Distribuzione
Imbottigliata a Parenti, in provincia di Cosenza, in uno stabilimento situato vicino alla sorgente, l'acqua Fontenoce è disponibile in bottiglie di PET e vetro. Distribuita principalmente nel Sud Italia, si trova in supermercati, farmacie e parafarmacie.

### Linee di Prodotti
- Tradizionale: Bottiglie in PET da 2L, 1,5L e 0,50L.
- Pediatrica in Vetro: Bottiglie sterili da 1L, disponibili in farmacie.
- Horeca PET: Bottiglie da 90 cl per la ristorazione.
- Light PET: Bottiglie da 1L, 100% riciclabili.

## Impegno Ambientale
L'azienda riduce l'impatto ambientale con bottiglie completamente riciclabili e un impianto fotovoltaico da 860,20 KWp, installato sul tetto dello stabilimento di contrada Bocca di Piazza, nel comune di Parenti (CS), che copre il 25% del fabbisogno energetico, riducendo le emissioni di CO2 di circa 450 tonnellate all'anno.

## Premi e Certificazioni
Fontenoce è certificata ISO 9001, ISO 14001 e ISO 45001, ed è stata premiata nel 2018 con Tre Stelle d'Oro al Superior Taste Award di Bruxelles per il suo gusto delicato e bilanciato. Il design della bottiglia Luxury Collection Linea Horeca ha vinto l'Oscar dell'Imballaggio nel 2005. È approvata dal Ministero della salute per l'alimentazione dei lattanti (DMS 4123 del 16/12/2013).